# سحيم مشقق
سحيم مشقق (الاسم العلمي:Sehima sulcatum) هو نوع من النباتات يتبع جنس السحيم من الفصيلة النجيلية.